# Пробирщик

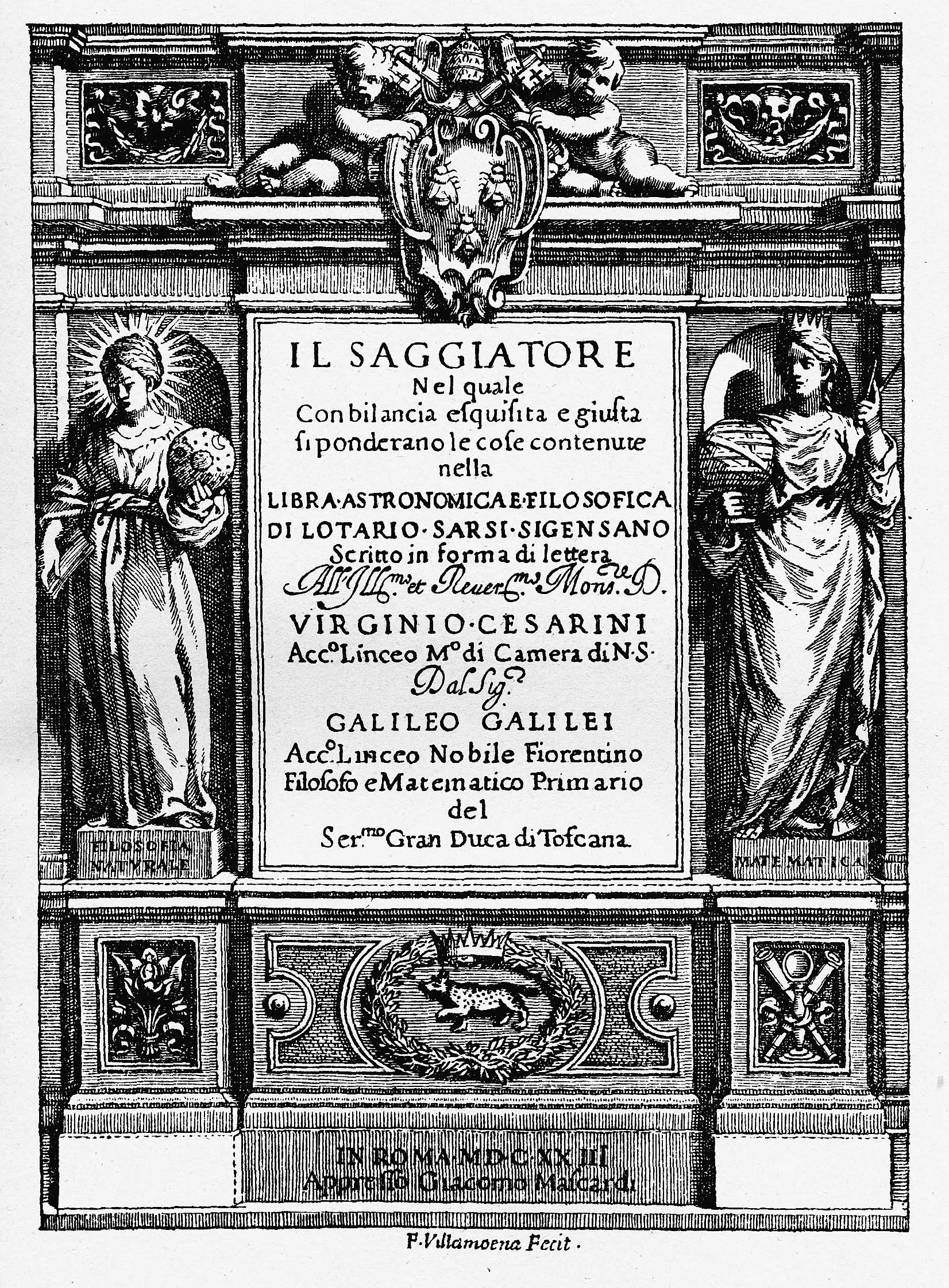
Фронтиспис Франческо Вилламена для «Пробирщика»

«Пробирных дел мастер», также издавалась под названиями «Пробирные весы» и «Пробирщик» (итал. Il Saggiatore) — научно-философский полемический трактат Галилея, опубликованный в Риме в октябре 1623 года. В этом труде впервые сформулированы основные идеи научного подхода к познанию мира: приоритет доказательств, основанных на наблюдении, эксперименте и точном математическом расчёте, превыше догм, авторитета и риторических ухищрений.
Книга содержит полемику с трактатом 1618 года о кометах, написанным Орацио Грасси — иезуитом, профессором математики из Римской коллегии. В «Пробирщике» Галилей критикует астрономические взгляды Орацио Грасси. Галилей ошибочно полагал, что кометы — не космические тела, а оптические явления в атмосфере Земли. Позиция иезуитов (и Аристотеля) в данном случае была ближе к истине: кометы — внеземные объекты. Эта ошибка не помешала, однако, Галилею изложить и остроумно аргументировать свой научный метод, из которого выросло механистическое мировоззрение последующих веков.
Галилей пишет, что только через математику можно достичь истины в физике. Те, кто пренебрегает математикой, бесконечно скитаются в тёмном лабиринте:
Философия написана в той величественной Книге (я имею в виду Вселенную), которая всегда открыта нашему взору, но читать её может лишь тот, кто сначала освоит язык и научится понимать знаки, которыми она начертана. Написана же она на языке математики, и знаки её — треугольники, окружности и другие геометрические фигуры, без которых нельзя понять ни единого из стоящих в ней слов и остаётся лишь блуждать в тёмном лабиринте.
После эдикта 1616 года Галилей не мог писать о Гелиоцентрической системе Коперника. Однако в 1623 году его друг и сторонник кардинал Маффео Барберини, бывший покровитель Академии рысьеглазых и дядя кардинала Франческо Барберини, стал Папой Урбаном VIII. Похоже, что избрание Барберини убедило Галилея в поддержке на самом высоком уровне церковной иерархии. Визит в Рим подтвердил это.
Согласно титульной странице, он был философом и первым математиком Великого Герцога Тосканского. Также титульная страница «Пробирщика» содержит герб семьи Барберини, на котором изображены три рабочих пчелы. Книга была посвящена новому папе. Титульная страница также показывает, что Урбан VIII нанял члена Академии Чесарини на высокопоставленную должность в папской курии. Книга была отредактирована и опубликована членами Академии рысьеглазых. В редактировании принимал участие Томмазо Стильяни.